# Aleksej Pomerko
Aleksej Sergeevič Pomerko (in russo Алексей Сергеевич Померко?; Gorodovikovsk, 3 maggio 1990) è un calciatore russo, centrocampista del Čeljabinsk.

## Palmarès

### Club

#### Competizioni nazionali
- Pervenstvo Futbol'noj Nacional'noj Ligi: 1

Torpedo Mosca: 2021-2022